# Boana goiana
Boana goiana é uma espécie de anfíbio da família Hylidae. Endêmica do Brasil, onde pode ser encontrada nos estados de Minas Gerais e Goiás, e no Distrito Federal.